# Samsung Galaxy Mini
Samsung Galaxy Mini (GT-S5570) — бюджетный смартфон от компании Samsung на мобильной операционной системе Android.
Эта модель смартфона появилась в начале 2011 года для расширения модельного ряда бюджетных телефонов на платформе Android.
Модель позиционируется как смартфон для знакомства с миром Android. Телефон заключён в эргономичный стильный корпус и доступен в трёх цветовых решениях.

## Описание
Мода на мини в названиях смартфонов пришла вслед за модой на добавление букв HD в моделях. Только на этот раз речь идёт о расширении модельного ряда в сторону снижения некоторых возможностей и цены.
Модель Samsung Galaxy Mini является ближайшей родственницей Galaxy Fit (GT-S5670). Модель оснащена ёмкостным экраном с разрешением 240х320 точек и оболочкой TouchWiz 3.0. Операционной системой является Android версии 2.3. Ёмкость аккумулятора составляет 1200 мАч, а камера имеет матрицу 3 мегапикселя. Внешне дизайн смартфона похож на молодёжные модели сенсорных телефонов серии Corby.

## Тесты и обзоры
- Обзор Samsung Galaxy Mini (S5570): Android-фон по miniмальной цене — обзор на http://mobiset.ru/